# Martin Birch
Martin Birch (1948. december 27. – 2020. augusztus 9.) brit rock és heavy metal producer, aki a Deep Purple és az Iron Maiden albumainak hangmérnökeként és producereként szerzett hírnevet magának. Számos lemez munkálataiban vett részt, főleg a Deep Purple tagjaihoz köthető projektekben (Rainbow, Paice, Ashton & Lord, Whitesnake, Roger Glover, Jon Lord), továbbá dolgozott a Fleetwood Mac, a Black Sabbath, a Wayne County & the Electric Chairs és a Blue Öyster Cult egyes lemezein is. A Fleetwood Mac 1973-as Mystery to Me című lemezén vendégként akusztikus gitáron is játszott.
1992-ben vonult vissza miután az Iron Maidennel elkészítette a Fear of the Dark című nagylemezt. A No Prayer for the Dying albumról származó Holy Smoke című dal videóklipjében szerepel is.

## Diszkográfia
Martin Birch legfontosabb munkái.

### Fleetwood Mac
- 1969 – Then Play On (hangmérnök)
- 1970 – Kiln House (hangmérnök)
- 1972 – Bare Trees (hangmérnök)
- 1973 – Penguin (producer, hangmérnök, keverés)
- 1973 – Mystery to Me (producer, hangmérnök)

### Deep Purple
- 1969 – Concerto for Group and Orchestra (hangmérnök)
- 1970 – Deep Purple in Rock (hangmérnök)
- 1971 – Fireball (hangmérnök)
- 1972 – Machine Head (hangmérnök)
- 1972 – Made in Japan (hangmérnök)
- 1973 – Who Do We Think We Are (hangmérnök)
- 1974 – Burn (hangmérnök, keverés)
- 1974 – Stormbringer (producer, hangmérnök, keverés)
- 1975 – Come Taste the Band (producer, hangmérnök, keverés)
- 1976 – Made in Europe (producer, hangmérnök, keverés)- koncertfelvétel, 1975. április
- 1977 – Last Concert in Japan (producer, hangmérnök) – koncertfelvétel, 1975. december

### Wishbone Ash
- 1970 – Wishbone Ash (hangmérnök)
- 1971 – Pilgrimage (hangmérnök)
- 1972 – Argus (hangmérnök)

### Rainbow
- 1975 – Ritchie Blackmore’s Rainbow (producer, hangmérnök, keverés)
- 1976 – Rising (producer, hangmérnök, keverés)
- 1977 – On Stage (producer, hangmérnök, keverés) – koncertfelvétel, 1976
- 1978 – Long Live Rock ’n’ Roll (producer, hangmérnök, keverés)
- 1986 – Finyl Vinyl (producer) – collection

### Whitesnake
- 1978 – Snakebite (producer)
- 1978 – Trouble (producer)
- 1978 – Live at Hammersmith (producer)
- 1979 – Lovehunter (producer, hangmérnök)
- 1980 – Ready an' Willing (producer, hangmérnök, keverés)
- 1980 – Live...In the Heart of the City (producer, hangmérnök) – koncertfelvétel, 1978 és 1980
- 1981 – Come an' Get It (producer, hangmérnök, keverés)
- 1982 – Saints & Sinners (producer, hangmérnök, keverés)
- 1984 – Slide It In (producer)

### Black Sabbath
- 1980 – Heaven and Hell (producer, hangmérnök)
- 1981 – Mob Rules (producer, hangmérnök)

### Blue Öyster Cult
- 1980 – Cultösaurus Erectus  (producer, hangmérnök)
- 1981 – Fire of Unknown Origin (producer, hangmérnök)

### Iron Maiden
- 1981 – Killers (producer, hangmérnök)
- 1982 – The Number of the Beast (producer, hangmérnök)
- 1983 – Piece of Mind (producer, hangmérnök, keverés)
- 1984 – Powerslave (producer, hangmérnök, keverés)
- 1985 – Live After Death (producer, hangmérnök, keverés)
- 1986 – Somewhere in Time (producer, hangmérnök, keverés)
- 1988 – Seventh Son of a Seventh Son (producer, hangmérnök, keverés)
- 1990 – No Prayer for the Dying (producer, hangmérnök, keverés)
- 1992 – Fear of the Dark (producer, hangmérnök, keverés)

### További munkái
- 1969 Jeff Beck – Beck-Ola (hangmérnök)
- 1970 Peter Green – The End of the Game (hangmérnök)
- 1970 The Groundhogs – Thank Christ for the Bomb (hangmérnök)
- 1971 Stackridge – Stackridge (hangmérnök)
- 1971 Canned Heat and John Lee Hooker – Hooker 'N' Heat (Mixdown hangmérnök) – felvétel 1970
- 1971 Jon Lord – Gemini Suite (hangmérnök)
- 1971 Skid Row – 34 Hours (hangmérnök)
- 1971 Toad – Toad (hangmérnök)
- 1971 Faces – Long Player (hangmérnök)
- 1972 Silverhead – Silverhead (producer)
- 1972 Toad – Tomorrow Blue (hangmérnök)
- 1972 Flash – Flash (hangmérnök)
- 1972 Flash – In the Can (hangmérnök)
- 1973 Gary Moore – Grinding Stone (producer, hangmérnök)
- 1974 Tony Ashton & Jon Lord – First of the Big Bands (hangmérnök)
- 1976 Jon Lord – Sarabande (producer, hangmérnök, remix)
- 1977 Paice, Ashton & Lord – Malice in Wonderland (hangmérnök)
- 1978 The Electric Chairs-"The Electric Chairs"(producer)
- 1978 Wayne County & the Electric Chairs – Storm The Gates Of Heaven (producer)
- 1978 Wayne County & the Electric Chairs – Blatantly Offensive E.P. (producer)
- 1978 Roger Glover – Elements (producer)
- 1979 Cozy Powell – Over the Top (producer)
- 1982 Michael Schenker Group – Assault Attack (producer, hangmérnök)